# IEEE 802.19
IEEE 802.19는 IEEE 802 LAN/MAN 표준 위원회 소속인 무선 공존 기술 권고 그룹(WC-TAG)이다.이 기술 권고 그룹은 라이선스 없는 무선 네트워크 간의 공존 기술을 담당한다. 많은 IEEE 802 무선 표준은 라이선스 없는 대역을 사용하므로 공존 주제에 관해 다룰 필요가 있다. 이 라이선스 없는 장치는 같은 라이선스 없는 주파수 대역과 동일한 장소에서 작동될 수 있다. 이 때문에 두 무선 네트워크 사이의 간섭을 일으킬 수 도 있다.